# Altenstadt (powiat Weilheim-Schongau)

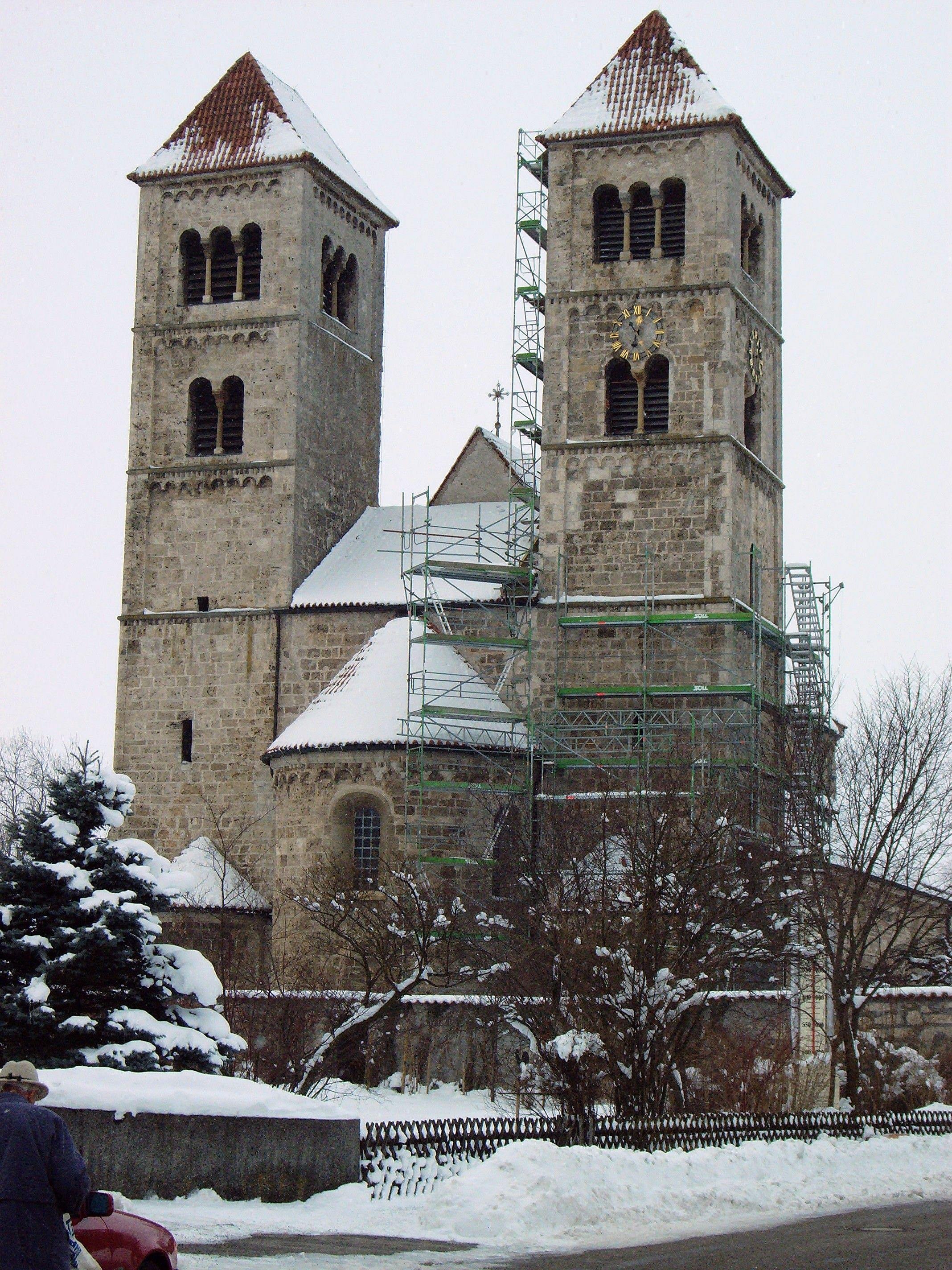
Bazylika Altenstadt

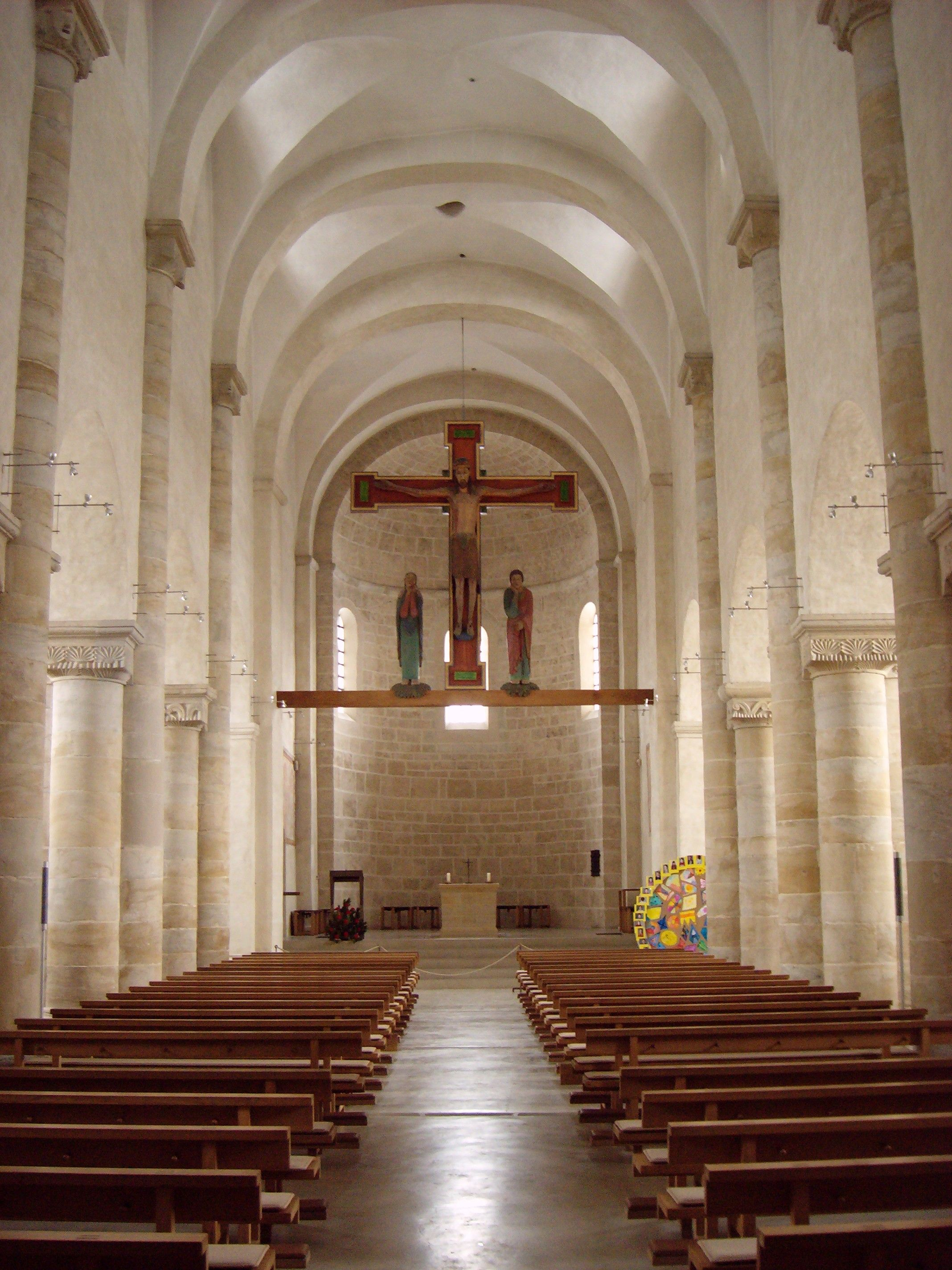
Wnętrze bazyliki

Altenstadt – miejscowość i gmina w Niemczech, w kraju związkowym Bawaria, w rejencji Górna Bawaria, w regionie Oberland, w powiecie Weilheim-Schongau, siedziba wspólnoty administracyjnej Altenstadt. Leży około 20 km na zachód od Weilheim in Oberbayern, przy drodze B17, B472 i linii kolejowej Weilheim in Oberbayern – Augsburg.

## Demografia
Dane o ludności z 31 grudnia 2008:
| Opis                                | Ogółem | Ogółem | Kobiety | Kobiety | Mężczyźni | Mężczyźni |
| ----------------------------------- | ------ | ------ | ------- | ------- | --------- | --------- |
| Jednostka                           | osób   | %      | osób    | %       | osób      | %         |
| Populacja                           | 3314   | 100    | 1597    | 48,19   | 1717      | 51,81     |
| Wiek przedprodukcyjny (0–17 lat)    | 757    | 22,84  | 364     | 10,98   | 393       | 11,86     |
| Wiek produkcyjny (18–65 lat)        | 1974   | 59,57  | 916     | 27,64   | 1058      | 31,93     |
| Wiek poprodukcyjny (powyżej 65 lat) | 583    | 17,59  | 317     | 9,57    | 266       | 8,03      |

## Polityka
Wójtem gminy jest Albert Hadersbeck, rada gminy składa się z 16 osób.
|      | CSU | SPD | UWV/FW | WGS | Razem |
| 2008 | 7   | 2   | 5      | 2   | 16    |
| 2002 | 9   | 2   | 3      | 2   | 16    |